# Adam Bessa
Adam Bessa, né en 1992 à Grasse, est un acteur franco-tunisien, connu pour ses rôles dans des productions françaises et hollywoodiennes telles que Reda dans Les Bienheureux (2017), Kawa dans Mosul (2019), Yaz Kahn dans Tyler Rake (2020) et Tyler Rake 2 (2023) et Abbas Naziri dans la série Hanna. Il remporte le prix de la meilleure performance au Festival de Cannes 2022 dans la sélection Un certain regard pour son rôle dans le film Harka,.

## Biographie
Adam Bessa naît en 1992 à Grasse. Fils d'une mère italo-tunisienne et d'un père tunisien, il passe beaucoup de temps en Tunisie. Il parle français, arabe, anglais et italien,.
Il décide de quitter l'école de droit et de poursuivre sa passion de longue date pour le cinéma. Il achète quelques livres sur le jeu d'acteur et commence à apprendre par lui-même. Il étudie à l'école de théâtre Jean-Périmony à Paris de 2011 à 2012,, mais il n'aime pas l'expérience, car on lui reproche de faire des propositions trop « cinématographiques », et on lui dit qu'il montre trop peu et n'est pas assez expressif. Il démissionne donc et retourne à Marseille travailler comme agent immobilier puis comme poissonnier, son autre passion,. Quelque temps plus tard, un ami lui demande de jouer dans un court métrage. 
Il fait ses débuts au cinéma en 2010 dans Le Rapport homme femme, réalisé par Olivier André. En 2013, il joue dans Les Mouettes de Claire Fontecave. En 2015, il joue Jason dans le thriller romantique Of Sound Mind, réalisé par Simon G. Mueller.
En 2017, il joue le personnage de Reda dans Les Bienheureux de Sofia Djama. Pour sa performance dans ce film, il est l'un des jeunes acteurs présélectionnés pour concourir pour le César du meilleur espoir masculin, mais il n'obtient pas la nomination. Il continue à travailler comme poissonnier à Marseille même après avoir joué dans Les Bienheureux, parce qu'il ne veut pas s'installer à Paris, où il ne se sent pas bien et a l'impression de dépérir. En 2019, il joue le policier Kawa dans le film de guerre américain en langue arabe Mosul, réalisé par Matthew Michael Carnahan et basé sur la bataille de Mossoul en 2016.
En 2020, il incarne le soldat Yaz Kahn dans le film de guerre américain Tyler Rake, réalisé par Sam Hargrave, ; il reprend le rôle en 2023 dans la suite, Tyler Rake 2. En 2021, il joue Abbas Naziri dans cinq épisodes de la troisième saison de la série Hanna diffusée par Prime Video ; il joue aussi le rôle d'Abdel dans la comédie dramatique française Haute Couture de Sylvie Ohayon.
En 2022, il joue dans trois films : Azuro réalisé par Matthieu Rozé, Le Prix du passage réalisé par Thierry Binisti et le drame Harka réalisé par Lotfy Nathan, pour lequel il remporte le prix de la meilleure performance au Festival de Cannes 2022 dans la sélection Un certain regard pour son rôle d'Ali Hamdi ; il est nommé comme l'une des révélations de 2022 et présélectionné pour concourir pour le César du meilleur espoir masculin.
En 2024, il incarne le rôle principal dans le film Les Fantômes de Jonathan Millet, présenté en séance d'ouverture de la Semaine de la critique du Festival de Cannes la même année,.
Son film suivant est La Source (Motherhood) de Meryam Joobeur, autour d'une mère et sa fille dans un village tunisien isolé,.

## Filmographie

### Cinéma

#### Longs métrages
- 2010 : Le Rapport homme femme d'Olivier André[6]
- 2013 : Les Mouettes de Claire Fontecave[6]
- 2015 : Of Sound Mind de Simon G. Mueller : Jason
- 2017 : Les Bienheureux de Sofia Djama : Reda
- 2019 : Mosul de Matthew Michael Carnahan : Kawa
- 2020 : Tyler Rake de Sam Hargrave : Yaz Kahn
- 2021 : Haute Couture de Sylvie Ohayon : Abdel, dit Abel
- 2022 : Azuro de Matthieu Rozé : Kosta
- 2022 : Harka de Lotfy Nathan : Ali Hamdi
- 2023 : Le Prix du passage de Thierry Binisti : Walid
- 2023 : Tyler Rake 2 de Sam Hargrave : Yaz Kahn
- 2024 : La Source de Meryam Joobeur : Bilal
- 2024 : Les Fantômes de Jonathan Millet : Hamid
- 2025 : Sans Pitié de Julien Hosmalin : Dario

#### Courts métrages
- 2014 : La Stravaganza de Vanya Chokrollahi : Louis
- 2015 : Elles s'appellent toutes Marie de James Down : le musicien

### Télévision
- 2011 : Joséphine, ange gardien (série télévisée), saison 13, épisode 6 Yasmina de Sylvie Ayme : Bilal Bouazid
- 2020 : Amours solitaires (web-série), épisode 8 Ne pas se prendre la tête : Simon
- 2021 : Hanna (série télévisée), saison 3, 5 épisodes : Abbas Naziri
- 2024 : Ourika (série télévisée) : Driss

## Théâtre
- 2014 : César et Rosalie, d'après le film de Claude Sautet et Jean-Loup Dabadie, mise en scène d'Anne-Marie Philipe, théâtre Les Déchargeurs, Paris[6]
- 2016 : Requiem pour de faux, mise en scène de Claire Fontecave[6]

## Distinctions

### Récompenses
- Festival de Cannes 2022 : prix de la meilleure performance dans la sélection Un certain regard pour Harka[17],[3] ;
- Festival international du film de Saint-Jean-de-Luz 2022 : prix d'interprétation masculine pour Harka[18] ;
- Festival international du film de la Mer Rouge 2022 : prix du meilleur acteur pour Harka[19] ;
- Festival du film d'El Gouna 2024 : Prix du meilleur acteur pour Les Fantômes.

### Nominations
- Lumières de la presse internationale 2023 : révélation masculine pour Harka[20] ;
- Paris Film Critics Association 2023 : meilleure révélation masculine pour Harka[21] ;
- César 2025 : meilleure révélation masculine pour Les Fantômes ;
- Lumières de la presse internationale 2025 : meilleur acteur pour Les Fantômes ;
- International Cinephile Society Awards 2025 : meilleur acteur pour Les Fantômes.